# 云晒县
云晒县是柬埔寨腊塔纳基里省下辖的一个县。
维罗杰国家公园的管理中心位于这里。